# Darmstadt (regiune)
Regierungsbezirk Darmstadt este una dintre cele trei regiuni administrative de tip Regierungsbezirk ale landului Hessa, Germania, localizată în sudul landului și cu capitala în orașul Darmstadt.
Celelalte două regiuni administrative de acest tip din Hessa se numesc Kassel și Gießen.
Subdiviziunile regiunii administrative Darmstadt:
| Districte rurale (Landkreis) 1. Bergstraße 2. Darmstadt-Dieburg 3. Groß-Gerau 4. Hochtaunuskreis 5. Main-Kinzig-Kreis 6. Main-Taunus-Kreis 7. Odenwaldkreis 8. Offenbach 9. Rheingau-Taunus-Kreis 10. Wetteraukreis | Districte urbane = orașe (kreisfreie Stadt) 1. Darmstadt 2. Frankfurt pe Main 3. Offenbach am Main 4. Wiesbaden | Orașe cu statut aparte (Sonderstatusstadt) 1. Bad Homburg vor der Höhe 2. Hanau 3. Rüsselsheim |